# كاسيو دوس أنغوس
كاسيو دوس أنغوس (بالبرتغالية: Cássio Albuquerque dos Anjos‏) لاعب كرة قدم برازيلي مولود في 12 أغسطس 1980 لعب سابقاً في نادي التعاون السعودي .

## روابط خارجية
- كاسيو دوس أنغوس على موقع قاعدة بيانات كرة القدم.إي يو (الإنجليزية)
- كاسيو دوس أنغوس على موقع Soccerway.com (الإنجليزية)
- كاسيو دوس أنغوس على موقع عالم كرة القدم.نت (الإنجليزية)
- كاسيو دوس أنغوس على موقع AS.com (الإسبانية)